# Amtsgericht Leschnitz
Das Amtsgericht Leschnitz war ein preußisches Amtsgericht mit Sitz in Leschnitz.

## Geschichte
In Leschnitz wurden bis 1879 Gerichtstage des Kreisgerichts Groß-Strehlitz gehalten. Bei der reichsweiten Bildung von Amtsgerichten 1879 wurde in Leschnitz zunächst kein Amtsgericht eingerichtet.
Mit der Verordnung, betreffend die Errichtung von Amtsgerichten in Fiddichow und Leschnitz vom 21. September 1882 wurde das Amtsgericht Leschnitz mit Sitz in Leschnitz im Gerichtsbezirk des Landgerichts Oppeln geschaffen. Sein Sprengel setzte sich wie folgt zusammen: Stadtbezirk Leschnitz und die Amtsbezirke Freivogtei Leschnitz, Wyssoka, Zyrowa und Deschowitz.
Im Jahre 1945 wurde der Amtsgerichtsbezirk unter polnische Verwaltung gestellt, und die deutschen Einwohner wurden vertrieben. Damit endete auch die Geschichte des Amtsgerichtes Leschnitz.